# Motacilla citreola

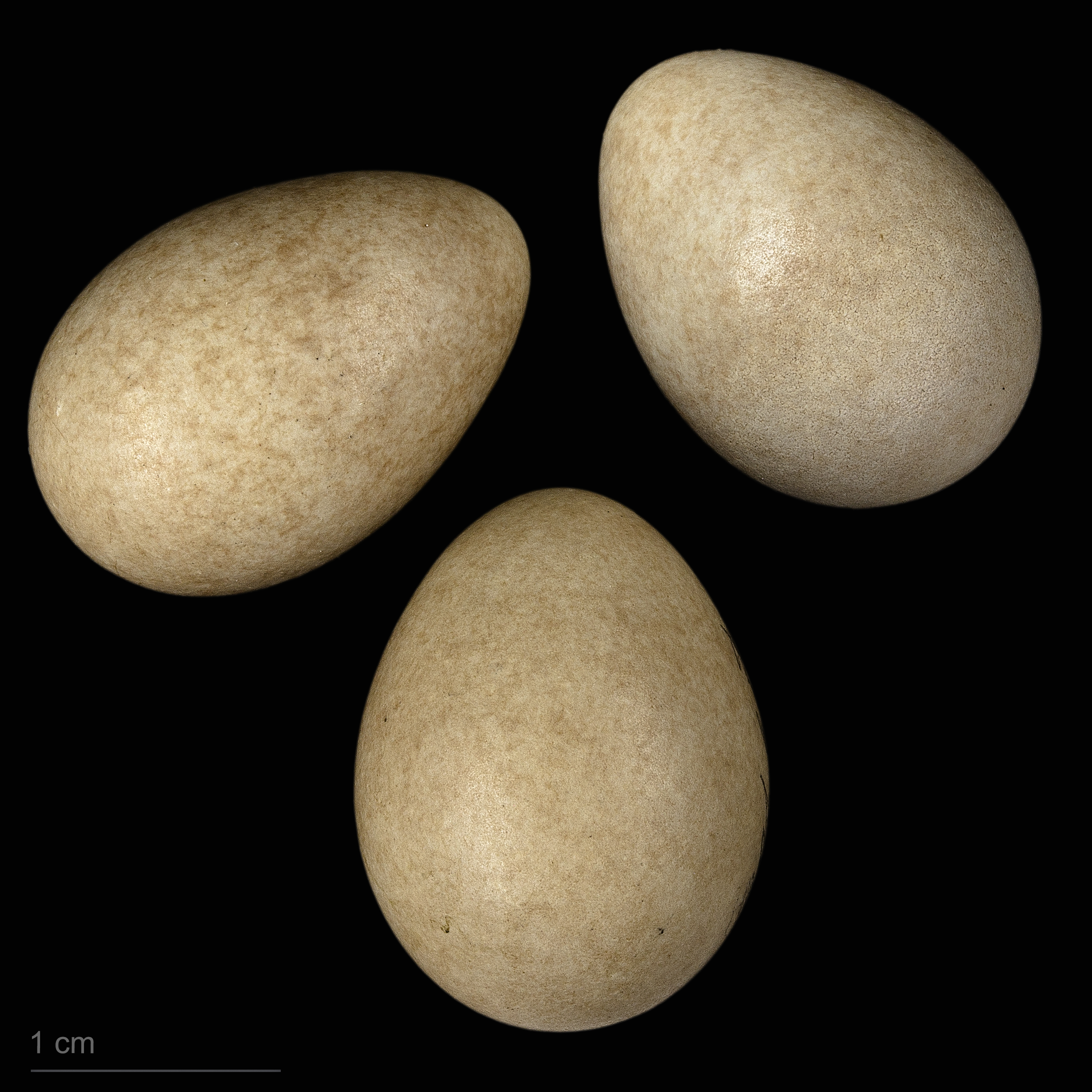
Motacilla citreola citreola - MHNT

La lavandera cetrina (Motacilla citreola) es una especie de ave paseriforme perteneciente a la familia Motacillidae que vive en Asia.

## Distribución y hábitat
Es una especie migratoria que se reproduce en las regiones templadas de Asia (Rusia, Siberia y Mongolia) y pasa el invierno en la India y el sudeste de Asia .

## Galería

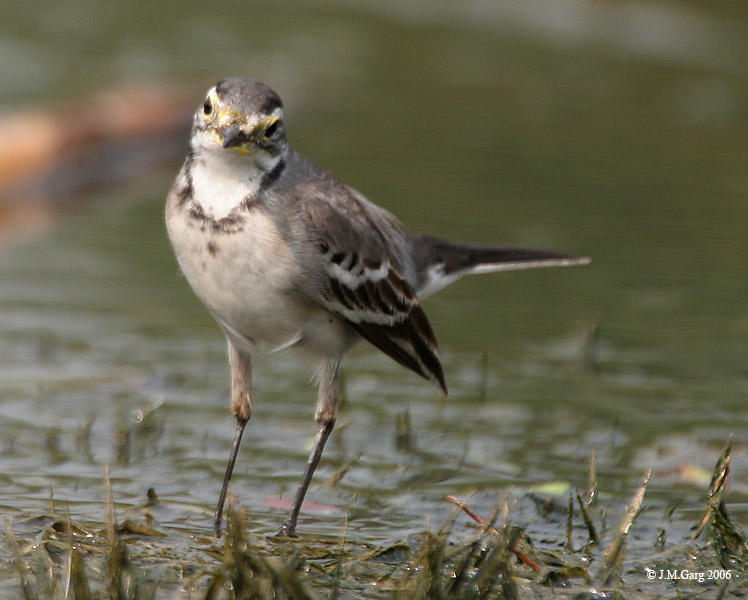
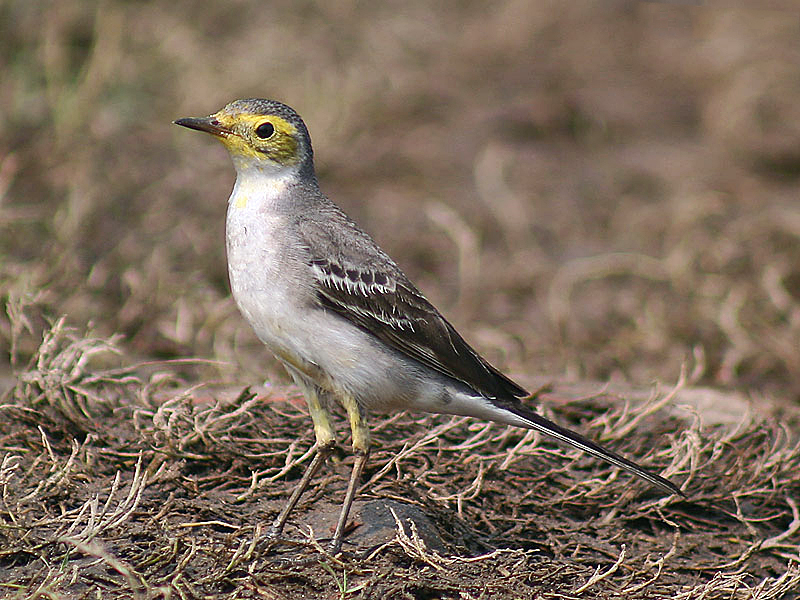
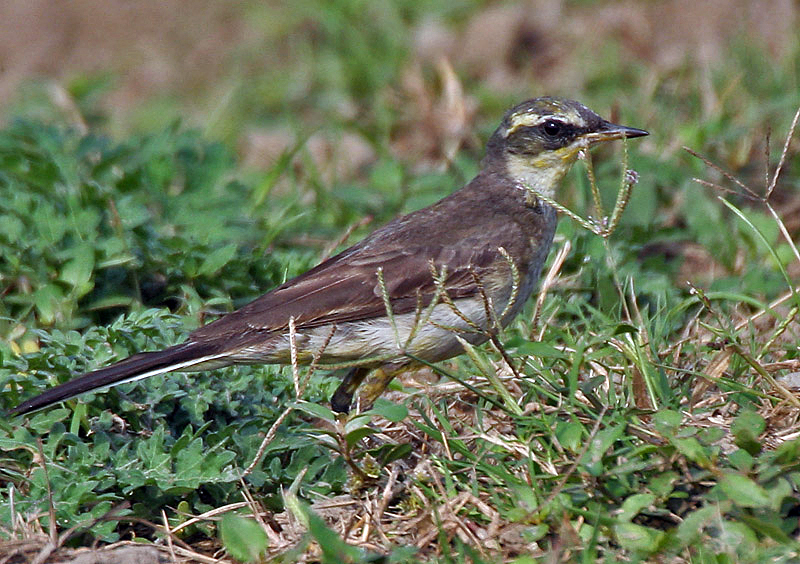
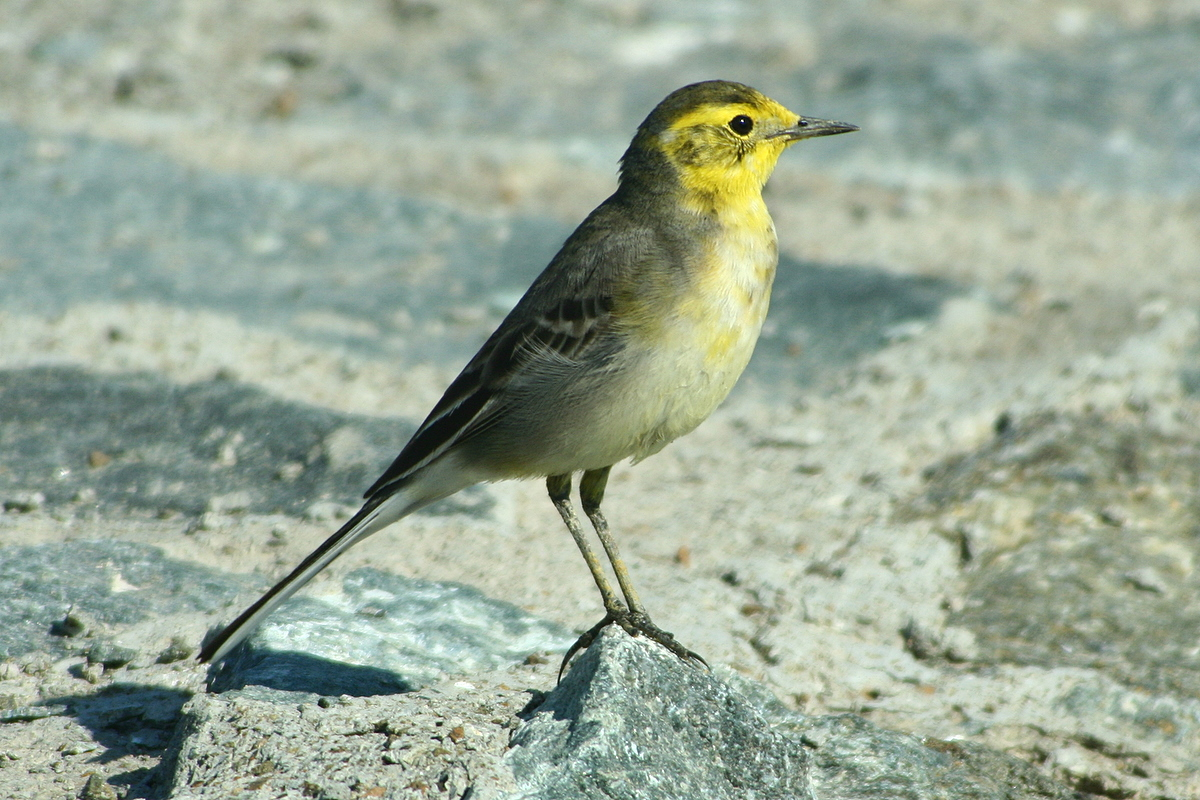

## Subespecies
- Motacilla citreola calcarata
- Motacilla citreola citreola
- Motacilla citreola werae